# Chrysochlamys eclipes
Chrysochlamys eclipes är en tvåhjärtbladig växtart som beskrevs av Louis Otho Otto Williams. Chrysochlamys eclipes ingår i släktet Chrysochlamys och familjen Clusiaceae. Inga underarter finns listade i Catalogue of Life.